# Gyrinus sayi
Gyrinus sayi är en skalbaggsart som beskrevs av Aubé 1838. Gyrinus sayi ingår i släktet Gyrinus och familjen virvelbaggar. Inga underarter finns listade i Catalogue of Life.